# Inhalt (Maßtheorie)
Ein Inhalt ist in der Maßtheorie eine spezielle Mengenfunktion, die für gewisse Mengensysteme definiert wird und dazu dient, den intuitiven Volumenbegriff zu abstrahieren und zu verallgemeinern.
In der englischen Literatur wird auch häufig der Begriff endlich additives Maß verwendet, auch wenn es sich im Allgemeinen nicht um ein Maß handelt.

## Definition

Endliche Additivität für ein Inhalt : Der Inhalt einer endlich disjunkten Vereinigung ist gleich der Summe über die Inhalte der einzelnen Teilmengen.

### Auf beliebigen Mengensystemen
Gegeben sei ein Mengensystem {\displaystyle {\mathcal {C}}}, das die leere Menge enthält. Dann heißt eine Mengenfunktion
{\displaystyle \mu :{\mathcal {C}}\to [0,\infty ]}
ein Inhalt, wenn gilt:
1. Die leere Menge hat den Wert null: {\displaystyle \mu (\emptyset )=0}.
2. Die Funktion ist endlich additiv. Sind also {\displaystyle A_{1},A_{2},\dotsc ,A_{n}} endlich viele paarweise disjunkte Mengen aus {\displaystyle {\mathcal {C}}} und {\displaystyle \textstyle \bigcup _{i=1}^{n}A_{i}\in {\mathcal {C}}} dann gilt
{\displaystyle \mu \left(\bigcup _{i=1}^{n}A_{i}\right)=\sum _{i=1}^{n}{\mu (A_{i})}}.

Bei dem Mengensystem handelt es sich meist um einen Mengenhalbring.

### Bemerkung
Zu beachten ist, dass in der Definition nicht gefordert wird, dass endliche Vereinigungen von disjunkten Mengen wieder im Mengensystem liegen. Es wird lediglich gefordert, dass falls die disjunkte Vereinigung wieder im Mengensystem liegt, die endliche Additivität gilt. So liegen beispielsweise endliche Vereinigungen disjunkter Mengen in Halbringen im Allgemeinen nicht wieder im Halbring. Beispiel hierfür ist der Halbring auf {\displaystyle \mathbb {R} }, der aus den halboffenen Intervallen der Form {\displaystyle [a,b)} besteht.
Ebenso folgt im Allgemeinen aus der Additivität, also aus der Eigenschaft
{\displaystyle \mu (A\cup B)=\mu (A)+\mu (B)}
für disjunkte Mengen {\displaystyle A,B} mit {\displaystyle A\cup B\in {\mathcal {C}}} nicht die endliche Additivität. Dies beruht darauf, dass aus {\displaystyle A\cup B\in {\mathcal {C}}} in allgemeinen Mengensystemen nicht {\displaystyle A\cup B\cup C\in {\mathcal {C}}} folgt für disjunktes {\displaystyle C\in {\mathcal {C}}}. Der (rückwärts)induktive Schluss von der Additivität zur endlichen Additivität gilt somit nur in vereinigungsstabilen Mengensysteme.

### Auf vereinigungsstabilen Mengensystemen
Aufgrund der obigen Überlegungen erhält man in vereinigungsstabilen Mengensystemen folgende vereinfachte Definition:
Ist {\displaystyle {\mathcal {V}}} ein vereinigungsstabiles Mengensystem, dass die leere Mengen enthält, so heißt eine Mengenfunktion
{\displaystyle \mu :{\mathcal {V}}\to [0,\infty ]}
ein Inhalt, wenn gilt:
1. Die leere Menge hat den Wert null: {\displaystyle \mu (\emptyset )=0}.
2. Die Funktion ist additiv, das heißt für je zwei disjunkte Mengen {\displaystyle A,B\in {\mathcal {V}}} gilt
{\displaystyle \mu (A\cup B)=\mu (A)+\mu (B)}.

Dabei handelt es sich bei den vereinigungsstabilen Mengensystem meist um einen Mengenring.

## Beispiele
Der wichtigste Inhalt ist der sogenannte Lebesgue'sche Inhalt
{\displaystyle \mu ([a,b))=b-a}.
auf dem Halbring der halboffenen Intervalle {\displaystyle [a,b)} auf den reellen Zahlen. Aus ihm wird durch Erweiterung und diverse Fortsetzungssätze schließlich das Lebesgue-Integral konstruiert. Tatsächlich ist dieser Inhalt bereits ein Prämaß.
Ein weiterer wichtiger Inhalt ist der Stieltjes’sche Inhalt, aus dem sich das Lebesgue-Stieltjes-Maß und das Lebesgue-Stieltjes-Integral ableitet:
{\displaystyle \mu _{F}([a,b))=F(b)-F(a)},
wobei {\displaystyle F} eine monoton wachsende reellwertige Funktion ist. Durch ihn lassen sich alle endlichen Inhalte auf den reellen Zahlen beschreiben.
Ein weiterer Inhalt ist das Jordan-Maß. Entgegen dem Namen handelt es sich nicht um ein Maß im Sinne der Maßtheorie.

## Eigenschaften
Je nachdem, auf welchem Mengensystem Inhalte definiert werden, treffen gewisse Eigenschaften zu.

### Im Halbring
Falls {\displaystyle {\mathcal {C}}={\mathcal {H}}} ein Halbring ist, dann gilt:
- Jeder Inhalt {\displaystyle \mu } ist monoton, es gilt folglich:

{\displaystyle A\subseteq B\Rightarrow \mu (A)\leq \mu (B)} für {\displaystyle A,B\in {\mathcal {H}}}.
- Jeder Inhalt {\displaystyle \mu } ist subadditiv, es gilt also:

{\displaystyle \mu (A\cup B)\leq \mu (A)+\mu (B)} für {\displaystyle A,B} aus {\displaystyle {\mathcal {H}}} mit {\displaystyle A\cup B\in {\mathcal {H}}}.

### Im Ring
Wählt man als Mengensystem einen Ring, gelten (da jeder Ring ein Halbring ist) zusätzlich zu den Eigenschaften im Halbring die folgenden Aussagen:
- Subtraktivität: für {\displaystyle B\subseteq A} mit {\displaystyle \mu (B)<\infty } gilt {\displaystyle \mu (A\setminus B)=\mu (A)-\mu (B)}.
- {\displaystyle A,B\in {\mathcal {R}}\Rightarrow \mu (A\cup B)+\mu (A\cap B)=\mu (A)+\mu (B)}.
- Subadditivität: {\displaystyle A_{i}\in {\mathcal {R}}\;(i=1,2,\dotsc ,n)\Rightarrow \mu \left(\bigcup _{i=1}^{n}A_{i}\right)\leq \sum _{i=1}^{n}\mu (A_{i})}.
- {\displaystyle \sigma }-Superadditivität: Seien {\displaystyle A_{i}\in {\mathcal {R}}\;(i=1,2,\dotsc )\ } paarweise disjunkt mit {\displaystyle \bigcup _{i=1}^{\infty }A_{i}\in {\mathcal {R}}}. Dann folgt aus der Additivität und Monotonie {\displaystyle \mu \left(\bigcup _{i=1}^{\infty }A_{i}\right)\geq \sum _{i=1}^{\infty }\mu (A_{i})}.
- Falls {\displaystyle \mu } endlich ist, also für alle {\displaystyle A\in {\mathcal {R}}\Rightarrow \mu (A)<\infty } gilt, dann gilt die Siebformel von Poincaré und Sylvester:

{\displaystyle \mu \left(\bigcup _{i=1}^{n}A_{i}\right)=\sum _{k=1}^{n}(-1)^{k+1}\!\!\sum _{I\subseteq \{1,\dotsc ,n\}, \atop |I|=k}\!\!\!\!\mu \left(\bigcap _{i\in I}A_{i}\right)}
mit {\displaystyle A_{i}\in {\mathcal {C}}} für {\displaystyle i\in \{1,\dotsc ,n\}}.

## Abgeleitete Begriffe
Ein Inhalt heißt endlich, wenn {\displaystyle \mu (A)<\infty } für alle {\displaystyle A\in {\mathcal {C}}} gilt. Ein Inhalt heißt σ-endlich, wenn es eine Zerlegung {\displaystyle (A_{i})_{i\in \mathbb {N} }} von {\displaystyle \Omega } in {\displaystyle {\mathcal {C}}} gibt, so dass {\displaystyle \mu (A_{i})<\infty } für alle {\displaystyle i\in \mathbb {N} } gilt.

## Fortsetzung von Inhalten
Man kann zu jedem Inhalt {\displaystyle \mu } auf dem Halbring {\displaystyle {\mathcal {H}}} einen Inhalt {\displaystyle \mu '} auf dem von {\displaystyle {\mathcal {H}}} erzeugten Ring {\displaystyle {\mathcal {R}}} konstruieren. Aufgrund der Eigenschaften eines Halbringes gibt es für alle {\displaystyle A\in {\mathcal {R}}} paarweise disjunkte Mengen {\displaystyle A_{1},A_{2},\dotsc ,A_{m}\in {\mathcal {H}}} mit {\displaystyle \textstyle A=\bigcup _{j=1}^{m}A_{j}}. Indem man {\displaystyle \mu '} durch
{\displaystyle \mu '(A):=\sum _{j=1}^{m}\mu (A_{j})}
definiert, erhält man eine eindeutig bestimmte Fortsetzung {\displaystyle \mu '}. Die Fortsetzung  {\displaystyle \mu '} ist genau dann {\displaystyle \sigma }-endlich, wenn {\displaystyle \mu } {\displaystyle \sigma }-endlich ist.

## Verwandte Konzepte

### Wahrscheinlichkeitsinhalt
Ein Inhalt {\displaystyle \mu } wird ein Wahrscheinlichkeitsinhalt genannt, wenn die Grundmenge {\displaystyle \Omega } im Mengensystem {\displaystyle {\mathcal {C}}} enthalten ist und {\displaystyle \mu (\Omega )=1} gilt.

### Signierter Inhalt
Ein signierter Inhalt ist eine Mengenfunktion {\displaystyle \nu } auf einem Mengensystem {\displaystyle {\mathcal {M}}}, das abgeschlossen bezüglich endlichen Vereinigungen ist und die leere Menge enthält, für die gilt
1. {\displaystyle \nu (\emptyset )=0}
2. Die Bildmenge der Mengenfunktion ist {\displaystyle [-\infty ,+\infty )} oder {\displaystyle (-\infty ,+\infty ]}.
3. Es gilt endliche Additivität, also {\displaystyle \nu (A\cup B)=\nu (A)+\nu (B)} für disjunkte {\displaystyle A,B\in {\mathcal {M}}}[5].